# Georg Stiernhoff
Georg Stiernhoff (före adlandet Hircinius), född 8 augusti 1631, död 10 oktober 1710 i Stockholm, var en svensk ämbetsman.

## Biografi
Georg Stiernhoff var son till kyrkoherden i Rumskulla socken Johannes Benedicti Hircinius eller Bock. Ett flertal dokument av Stiernhoff visar att han särskilt intresserade sig för juridiska och administrativa frågor, och hade ett stort rättshistoriskt kunnande. Han torde ha lagt grunden till detta vid Uppsala universitet där han inskrevs 1650, och fortsatt med egna källstudier. 1667 anställdes han vid Stockholms slottskansli, och kom att tjänstgöra där fram till sin död. 1675 blev han slottsfogde och 1700 underståthållare. Han var aktiv för att reformera exekutionsväsendet och togs i anspråk för en utredning att förbättra 1669 års exekutionsstadga. 1686 blev han ledamot av lagrevisionskommissionen, och adlades 1682 av Karl XI. Genom att han såg sitt ämbete som en arvtagare till medeltidens fogde, försökte han hänvisa till stadslagens bestämmelser kring fogdar i fråga om sina rättigheter, och råkade då i konflikt med Stockholms stads magistrat.